# Schietwilgbladrandmijt
De Schietwilgbladrandmijt (Aculus magnirostris) is een mijt die behoort tot de familie van de Eriophyidae en werd voor het eerst wetenschappelijk beschreven door Nalepa in 1892.
De mijt is kleiner dan 1 mm en veroorzaakt langgerekte gallen aan de buitenranden van de bladeren van wilgen (Salix), met name de schietwilg (Salix alba).

## Uiterlijk
De gallen zitten aan de randen van het blad, soms is de hele bladrand verdikt of heeft kleine uitstulpingen. 
Ze kunnen variëren in kleur van lichtgeel-groen tot bruinig.
Er is verwarring mogelijk met de gallen van de Schietwilgbladrandwesp (Phyllocolpa oblita) die ook aan
de bladranden van dezelfde waardplanten ontstaan, bij deze gallen lijkt het echter alsof de bladrand is omgevouwen in plaats van verdikt.